# Malaysia Ice Hockey Federation
Malaysia Ice Hockey Federation ordnar med organiserad ishockey i Malaysia. Malaysia inträdde i IIHF den 28 september 2006.

### Fotnoter
1. ↑  ”Malaysia”. International Ice Hockey Federation. http://www.iihf.com/iihf-home/countries/malaysia.html. Läst 9 april 2012.